# Eclipta melzeri
Eclipta melzeri là một loài bọ cánh cứng thuộc họ Xén tóc. Loài này được Zajciw mô tả năm 1967.